# Hauptstrasse 138

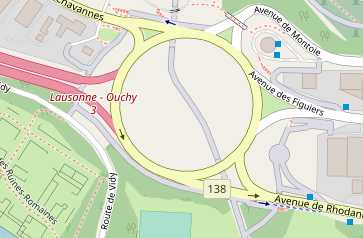
Grosser Kreisverkehr bei Lausanne

Die Hauptstrasse 138 (französisch Route principale 138) ist eine Schweizer Hauptstrasse in der Agglomeration Lausanne im Kanton Waadt. Die rund 16 Kilometer lange Strasse verbindet weitgehend flach und mit nur unbedeutenden Steigungen Ortschaften und Stadtquartiere am Nordufer des Genfersees und bildet eine Hauptdurchgangsstrasse von der Region Lavaux im Osten über Ouchy in Lausanne und Ecublens im Bezirk Ouest lausannois bis zur Grenze zum Bezirk Morges am Fluss Venoge im Westen.
Im mittleren Abschnitt führt die Route über eine baumbestandene Prachtstrasse und an Parkanlagen und Promenaden am Seeufer vorbei.

## Verlauf
Die Hauptstrasse 138 zweigt bei Lutry von der Hauptstrasse 9 ab, die von Vevey her dem Genfersee folgt und ab Lutry am Berghang zum alten Stadtzentrum von Lausanne hinaufsteigt. Die Hauptstrasse 138 ist die Fortsetzung der Seestrasse durch die Gemeinden Paudex und Pully. Auf einigen Abschnitten versperren allerdings überbaute Liegenschaften die Sicht von der Strasse auf den See. Kurz vor der Stadtgrenze von Lausanne im Bach Vuachère zweigt die Hauptstrasse nach links von der Strassenrichtung ab, als deren Fortsetzung die Avenue du Denantou gegen Nordwesten auf die Anhöhe Montchoisi weiterzieht, und erreicht nun wieder direkt das Seeufer. Zusammen mit einer grosszügigen Uferpromenade folgt sie dem See und trägt zunächst den Namen Quai d’Ouchy. Sie passiert den Parc du Denantou und danach den Parc Olympique mit dem Olympischen Museum. Als Quai de Belgique führt sie zum alten Hafen von Ouchy und mit dem Strassennamen Place de la Navigation erschliesst sie den neuen Hafen Lausanne-Ouchy mit dem Schiffsanleger der Compagnie Générale de Navigation sur le Lac Léman sowie den Yachthafen von Lausanne.
Als Avenue de Rhodanie führt sie durch das Stadtquartier Montriond/Cour, wo sich zwischen der Hauptstrasse und dem See die Betriebsgebäude der Schifffahrtsgesellschaft, das öffentliche Strandbad Bellerive und zahlreiche Sportanlagen befinden. Neben der Strasse steht das Maison du Sport International (deutsch Haus des internationalen Sports).
Im Mündungsbereich des Flusses Flon, der für die Anlagen der Landesausstellung Expo 64 stark verändert wurde, entstand 1963 ein sehr grosser Verkehrskreisel mit einem Durchmesser von 150 Metern, der seither als Endpunkt der Autobahn Genf-Lausanne und als Kreuzung mit mehreren Stadtstrassen dient. Bei archäologischen Ausgrabungen im benachbarten Gebiet Vidy seit dem 19. Jahrhundert und besonders im Vorfeld der Expo 64 kamen ausgedehnte Überreste der römischen Stadt Lousonna zum Vorschein, die neben dem Kreisel konserviert sind und im Römischen Museum Lausanne-Vidy präsentiert werden. Die Ortschaft ist in der spätantiken Strassenkarte Tabula Peutingeriana als Station auf einer Strasse von Italien nach Gallien und an den Rhein aufgeführt. Demzufolge kann man die heutige Hauptstrasse 138 ungefähr als Nachfolgerin eines kurzen Abschnitts der antiken Landstrasse betrachten.
Die Hauptstrasse 138 führt nordwestlich des Kreisels durch das Quartier Montoie/Bourdonnette weiter und liegt als Route de Chavannes unterhalb der weiten Grünlandschaft des Friedhofs Bois-de-Vaux. Nach einem Kilometer kreuzt sie die Hauptstrasse 1, die von Genf und Morges kommend die Region Lausanne erreicht und vom See zum Stadtzentrum hinauf verläuft.
Durch Chavannes-près-Renens und Ecublens, wo sie die Hauptstrasse 136 kreuzt, führt die Route weiter gegen Westen. Sie überquert den Moränenhügel mit dem Wald Bois d’Ecublens, den höchsten Punkt in ihrem Streckenprofil, und gelangt danach in das Tal der Venoge. Sie wird am Ufer dieses Flusses von vier Brücken bedeutender Verkehrsträger überquert: Sowohl die Bahnstrecke Lausanne–Genf und die Zufahrten zum Rangierbahnhof Lausanne-Triage als auch die Autobahn A1 führen mit ihren Venogebrücken über die Hauptstrasse sowie die beiden Fusswege an den Flussufern.
Nördlich der Autobahnbrücke endet die Hauptstrasse 138 in einem Kreisel an der Route d’Yverdon (Hauptstrasse 135), die danach im Südwesten die Venoge überquert und gegen Nordosten nach Bussigny und zur Autobahnauffahrt Lausanne-Crissier führt.

## Bilder

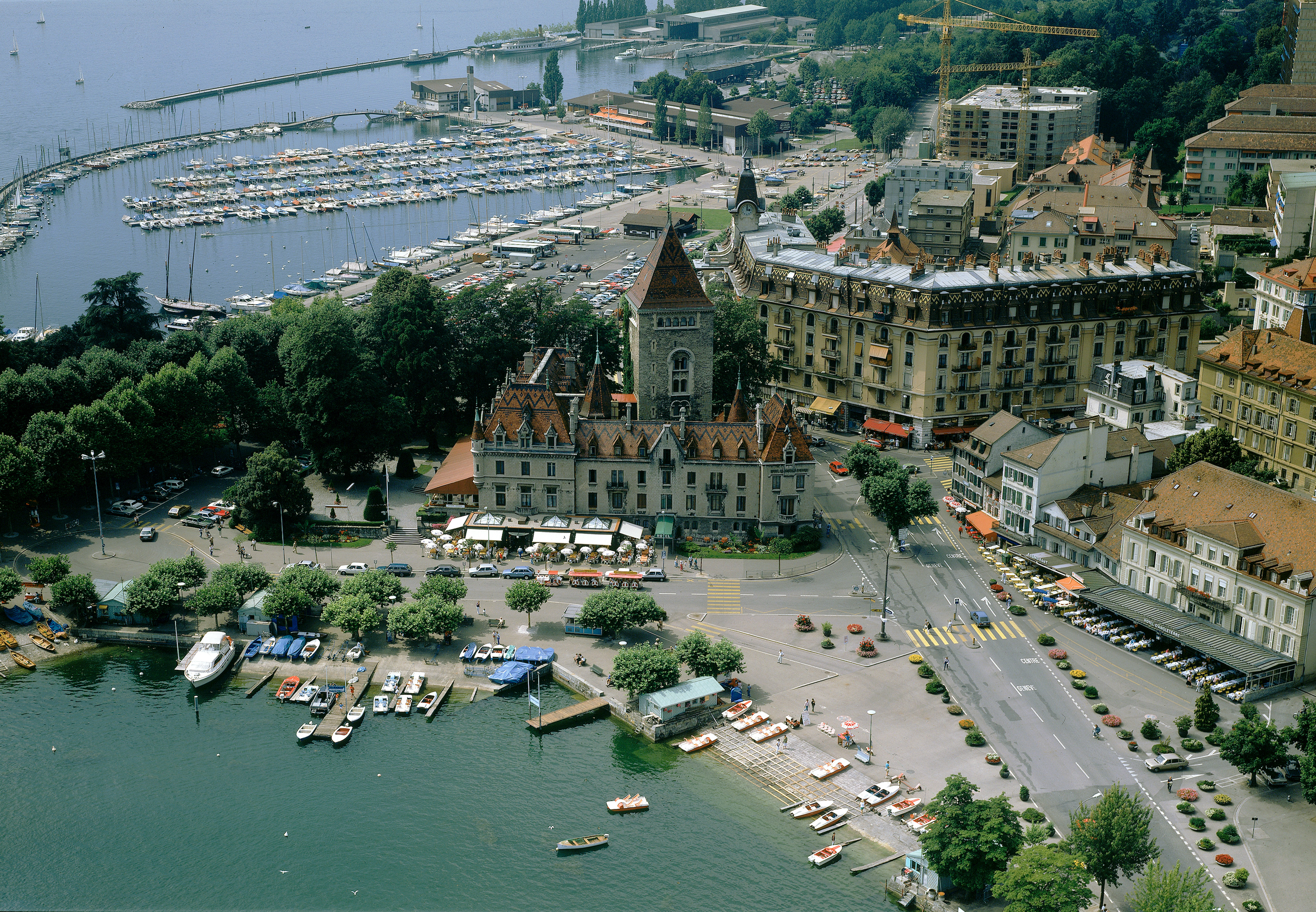
Ouchy
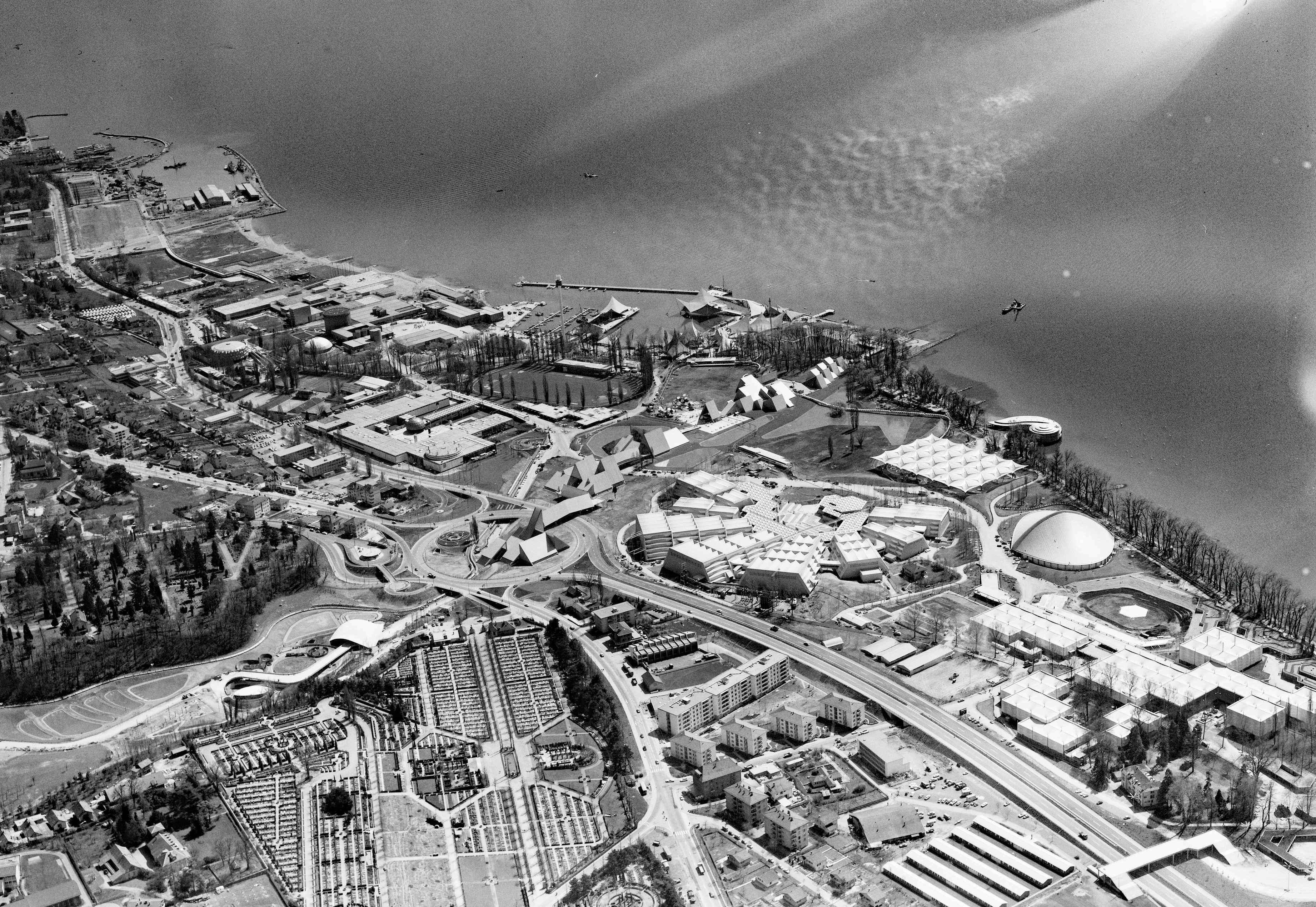
Strassennetz beim Gelände der Expo 64
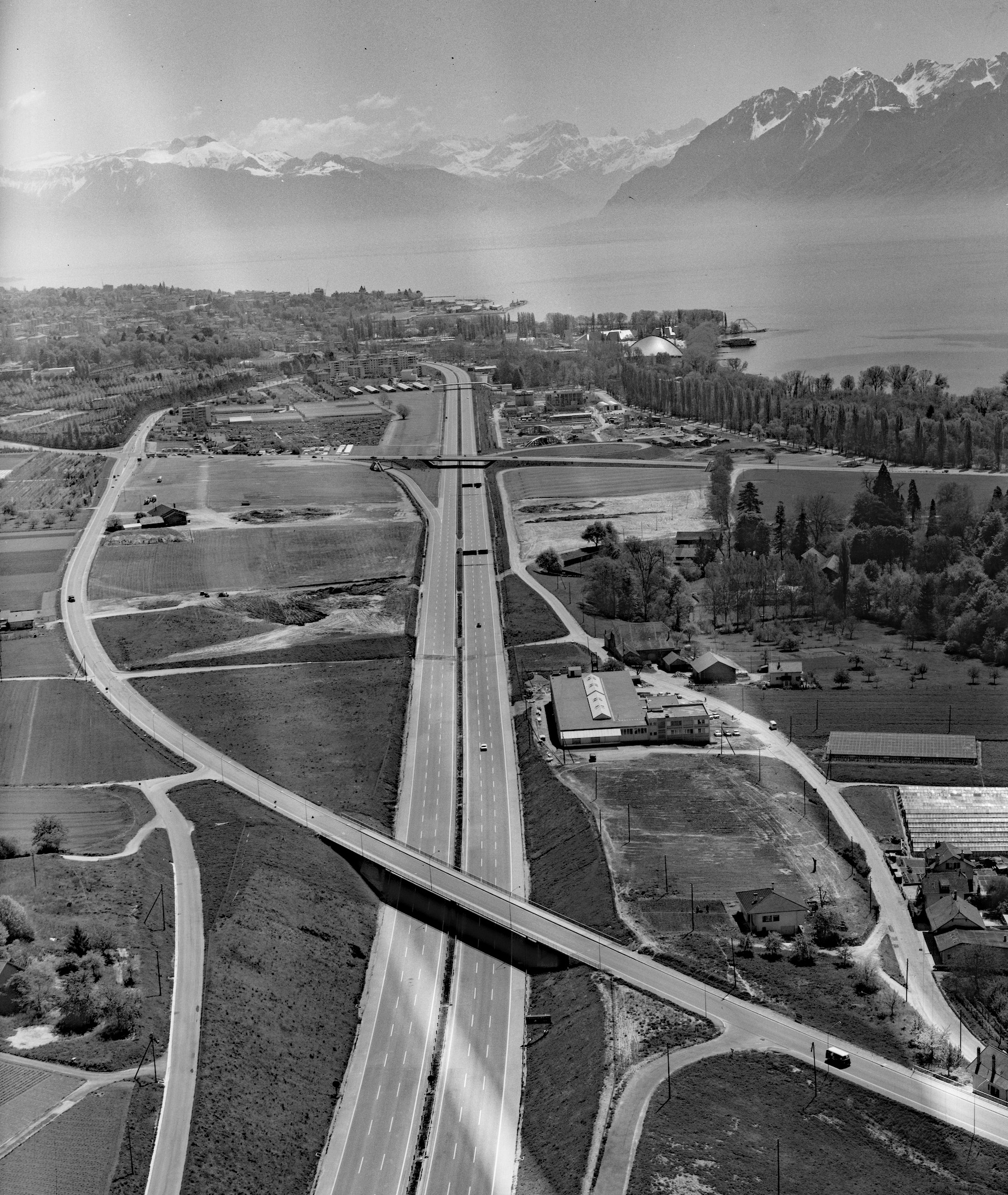
Autobahn und Hauptstrasse bei Chavannes (1965)